# Côte d’Argent

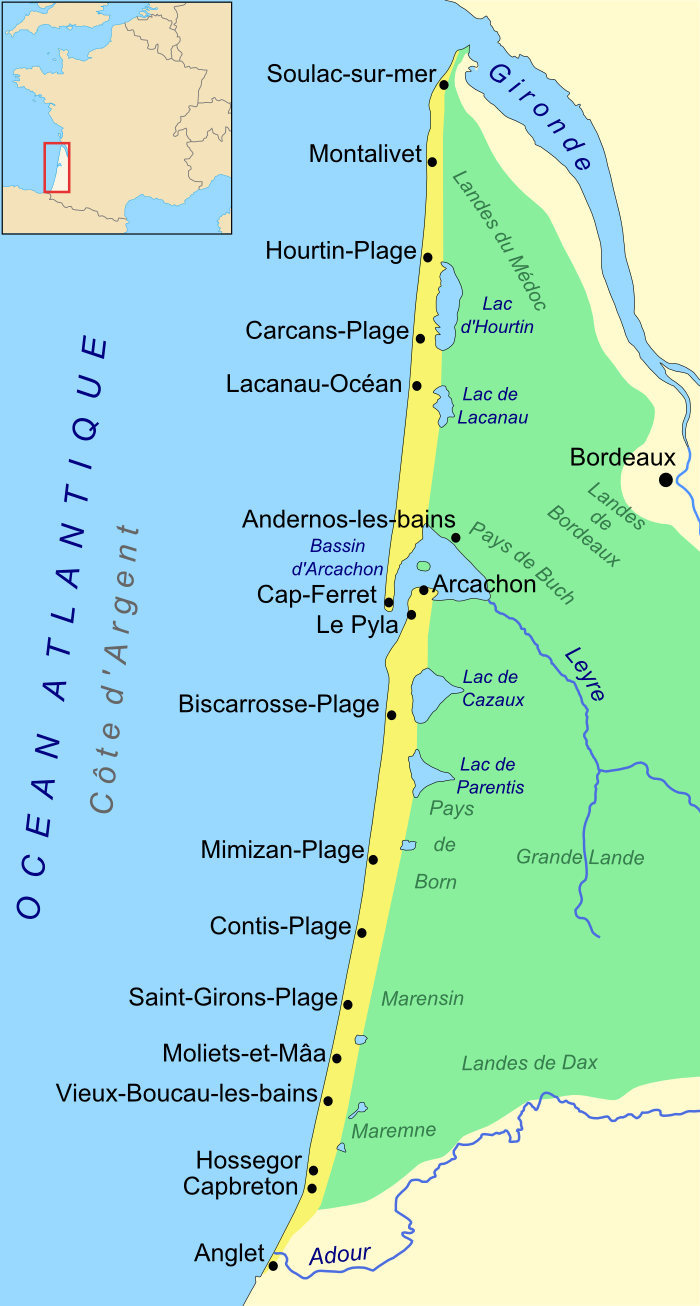
Mapa Côte d’Argent.

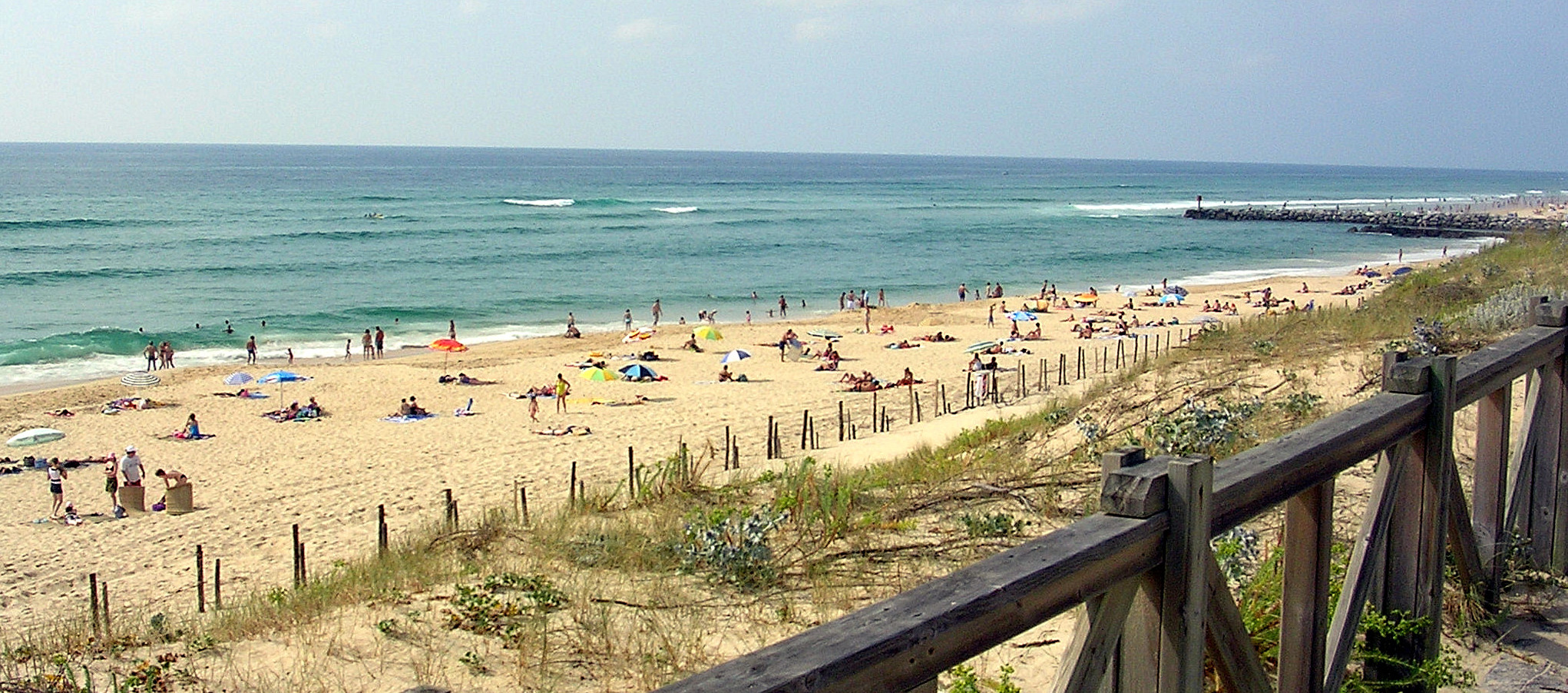
Plaża w Mimizan.

Côte d’Argent (pol. Srebrne Wybrzeże) – region turystyczny w południowo-zachodniej Francji (w Akwitanii), rozciągający się wzdłuż wybrzeża Oceanu Atlantyckiego (Zatoki Biskajskiej) na długości około 230 km, od estuarium Żyrondy na północy do ujścia rzeki Adour na południu.
Od północy sąsiaduje z Côte de Beauté, a od południa z Côte basque.
Słynie z długich, piaszczystych plaż oraz warunków sprzyjających uprawianiu surfingu.
Nazwa wybrzeża została wymyślona w 1905 roku przez francuskiego dziennikarza Maurice’a Martina.